# Basile Boli
Basile Boli (født 2. januar 1967 i Abidjan, Elfenbenskysten) er en ivorianskfødt fransk tidligere fodboldspiller, der spillede som forsvarsspiller hos de franske klubber AJ Auxerre, Olympique Marseille og AS Monaco, samt for skotske Rangers F.C. og japanske Urawa Red Diamonds. Han er blandt andet kendt for at score sejrsmålet i Champions League-finalen i 1993, hvor Marseille besejrede AC Milan med 1-0.
Boli spillede desuden 43 kampe for Frankrigs landshold, som han blandt andet repræsenterede ved EM i 1992 i Sverige.